# Pholidosteus friedeli
Pholidosteus friedeli è un pesce placoderma estinto, appartenente agli artrodiri. Visse nel Devoniano superiore (Frasniano, circa 365 milioni di anni fa) e i suoi resti fossili sono stati ritrovati in Germania.

## Descrizione
Questo placoderma era di medie dimensioni, e poteva raggiungere la lunghezza di mezzo metro. Era dotato di un corpo snello, più affusolato di quello della maggior parte degli altri artrodiri, e il solo scudo che copriva testa e la parte anteriore del corpo sfiorava i 20 centimetri di lunghezza. Gli occhi di Pholidosteus erano estremamente grandi, e le orbite erano dotate di robusti anelli sclerotici. Le fauci erano dotate di proiezioni osee simili a denti aguzzi. Erano presenti spine laterali nella regione toracica, abbastanza allungate ma sottili e allargate. In generale, la forma del corpo era snella e allungata.

## Classificazione
Pholidosteus è un membro degli artrodiri, un grande gruppo di pesci placodermi dalle svariate specializzazioni. In particolare, Pholidosteus era un membro dei coccosteoidi, un sottordine di artrodiri comprendente numerose forme derivate, ma le peculiari caratteristiche hanno portato gli studiosi a classificarlo in una famiglia a sé stante (Pholidosteidae). 
Pholidosteus friedeli venne descritto per la prima volta da Otto Jaekel nel 1907, sulla base di resti fossiili ritrovati nella Rhineland, in Germania. 

## Paleoecologia
Pholidosteus era probabilmente un piccolo predatore abbastanza agile. 